# Sigurd Evensmo
Sigurd Evensmo (* 14. Februar 1912 in Hamar; † 17. Oktober 1978 in Oslo) war ein norwegischer Schriftsteller, Drehbuchautor und Filmhistoriker. Er gilt als einer der meistgelesenen Schriftsteller der norwegischen Nachkriegsliteratur.

## Leben
Evensmo wuchs als Sohn eines Bahnbeamten in Hamar auf. Als Jugendlicher kam er mit den Organisationen Clarté und Mot Dag in Kontakt und wurde Mitglied der Jugendorganisation Arbeidernes Ungdomsfylking der sozialdemokratischen Arbeiderpartiet.
Nach seinem Abitur wurde Evensmo 1930 Journalist, zunächst in seiner Heimatstadt Hamar, dann in Arendal, in Drammen und schließlich in Oslo. In dieser Zeit schrieb er ein Theaterstück, Konflikt, das 1934 veröffentlicht wurde, sowie das Drehbuch zu Olav Dalgards Film Lenkene brytes von 1938. Während des Zweiten Weltkrieges war Evensmo in der Widerstandsbewegung aktiv und schrieb für eine illegale Zeitung, bis er aus Norwegen fliehen musste.
Nach dem Ende des Krieges kehrte er nach Oslo zurück und arbeitete als Journalist für die Zeitung Arbeiderbladet. 1945 veröffentlichte er außerdem den Roman Englandsfarere, der auf eigenen Erlebnissen während des Krieges basiert. Das Buch fand mit seinen dramatischen Schilderungen große Beachtung und wurde 1946 von Regisseur Toralf Sandø verfilmt. Englandsfarere wird manchmal als der beste norwegische Roman angesehen, der in der Zeit der deutschen Besatzung spielt.
Zwischen 1947 und 1951 veröffentlichte Evensmo die Grenseland-Trilogie, die aus den drei Romanen Grenseland, Flaggermusene und Hjemover besteht. Für diese Trilogie wurde er mit dem Kritikerprisen ausgezeichnet. Sie gilt als eines der Hauptwerke der norwegischen Nachkriegsliteratur. Evensmo verfasste zahlreiche weitere belletristische Bücher.
1949 verließ Evensmo, der dem NATO-Beitritt Norwegens skeptisch gegenüberstand, die Zeitung Arbeiterbladet. 1953 war er an der Gründung der Zeitung Orientering beteiligt, in der eine bündnisfreie Außenpolitik befürwortet wurde. Bis 1975 war er Redakteur der Zeitung.
Von 1952 bis 1975 arbeitete er auch als staatlicher Filmzensor. Da er als Drehbuchautor gleichzeitig Filmschaffender war, wurde er zu einer zentralen Figur in der Debatte um die norwegische Filmzensur.
1967 veröffentlichte er Det store Tivoli, ein Standardwerk zur norwegischen Filmgeschichte.

## Werke (Auswahl)

### Romane
- Englandsfarere (1945)
- Grenseland (1947)
- Flaggermusene (1949)
- Hjemover (1951)
- Fredsprisen (1952)
- Gåẗen fra år null (1957)
- Miraklet på Blindern (1966)

### Drehbücher
- Lenkene brytes (1938)
- Bare et liv (dt. Fridtjof Nansen, 1971, mit Odd Bang-Hansen, Yuli Dunsky und Valeri Frid)

### Theaterstücke
- Konflikt (1934)

### Fachbücher
- Filmen i klasse- og kulturkamp (1935)
- Det store tivoli (1967)
- Den nakne sannheten (1972)